# Frans Verhaak

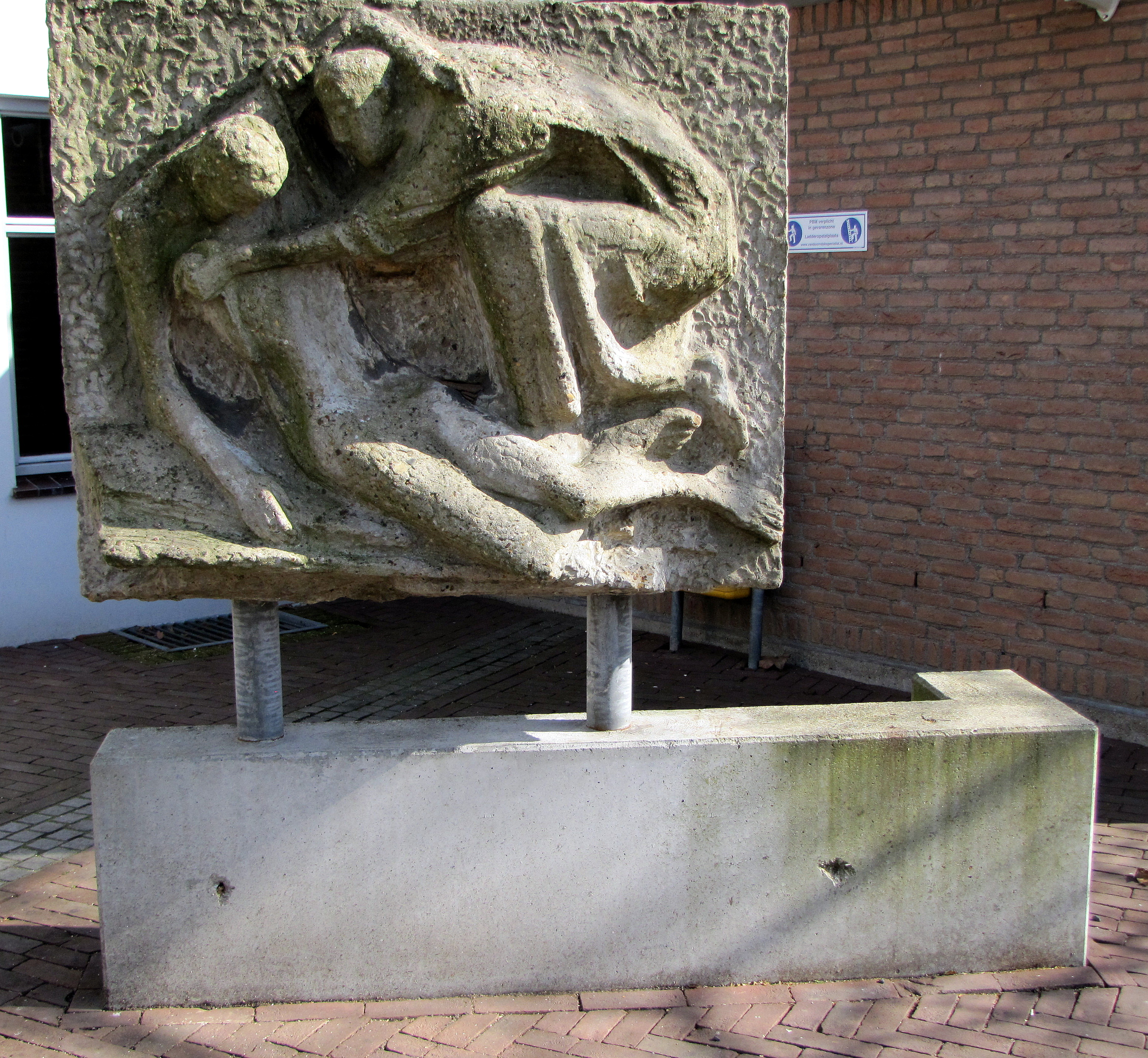
Barmhartige Samaritaan (1957), Helmond

Franciscus Maria (Frans) Verhaak (Dordrecht, 12 oktober 1918 – Breda, 22 april 1998) was een Nederlands beeldhouwer.

## Leven en werk
Verhaak volgde in de jaren dertig een korte tijd teken- en boetseerlessen aan het Hoger Instituut voor Schone Kunsten in Antwerpen. Kort na de Tweede Wereldoorlog werkte hij op het atelier van Albert Termote. Daarna volgde hij enkele lessen aan de Rotterdamse Academie. 
In 1950 vestigde Verhaak zich als zelfstandig kunstenaar in Breda. Nadat hij in 1957 was gevraagd de lessen beeldhouwkunst aan de Academie voor Beeldende Vorming (Tilburg) op zich te nemen, combineerde hij het werken in eigen atelier tot 1981 met een parttime docentschap. 
In de naoorlogse jaren van wederopbouw speelden kerkelijke opdrachten een belangrijke rol en wordt Verhaaks oeuvre vooral gekenmerkt door religieuze thema’s. Een bronzen apostelgroep kreeg een plaats in het Vaticaanse paviljoen op de wereldtentoonstelling Expo 58 in Brussel.  
In 1952 deed Verhaak mee aan de internationale prijsvraag voor een ‘Monument voor de Onbekende Politieke Gevangene’ uitgeschreven door het Institute of Contemporary Arts in Londen. Van de 105 inzendingen uit de Benelux-landen won hij de derde prijs (de eerste ging naar Wessel Couzijn, de tweede naar Hans Verhulst). In hetzelfde jaar won Verhaak de derde prijs voor een kruisbeeld bij de prijsvraag “Honderd Jaar Kromstaf” en ontving hij een eervolle vermelding voor zijn inzending “Preludium” bij de Provinciale Prijs voor schone kunsten in Noord-Brabant.
In 1955 was Verhaak een van de twee beeldhouwers die werden gevraagd een ontwerp te maken voor Zoete lieve Gerritje in Den Bosch; de opdracht werd gegund aan Leo Geurtjens.
Midden jaren zestig kreeg Verhaak verschillende opdrachten voor werk in de openbare ruimte. Hij experimenteerde in deze periode met constructivistische metaalplastieken. Zo maakte hij zijn grootste sculptuur van staal (ruim 14 meter hoog) voor het nieuwe schoolgebouw van de 3de LTS aan de Truyenlaan in Tilburg in 1965. Het beeldhouwwerk is opgebouwd uit horizontaal en verticaal gerangschikte driehoekige vlakken, als contrast met de strakke lijnen van het de school. Destijds gold het schoolgebouw als een van de modernste gebouwen van de stad. Het was een ontwerp van de architect Jos Schijvens. In 2000 is de sculptuur vernietigd, tegelijkertijd met de afbraak van het nog geen veertig jaar oude schoolgebouw. 
Het leeuwendeel van Verhaak’s oeuvre echter bestaat uit beelden van klein formaat: torso’s, geabstraheerde vrouwenfiguren en kleine tot middelgrote abstracte plastieken. Het is vooral dit werk dat hij, zij het mondjesmaat, op groeps- en solotentoonstellingen exposeerde bij de Brabantse galeries Willy Schoots, Hüsstege en Van de Loo. Verhaak werkte vooral in gips en was (als modellen voor brons) maar hakte ook in steen, waarvoor hij een kleine ruimte achter het atelier beschikbaar had. 
Midden jaren ’70 ging Verhaak ook schilderen, op een enkele uitzondering na altijd op papier. Ook op het platte vlak gaf hij vorm aan geabstraheerde menselijke figuren die langzamerhand plaats maakten voor geometrische abstracte vormen in gedempte bruin- en grijstonen. De composities uit de  laatste jaren zijn vaak opgebouwd uit rechthoekige, grillige vlakken in steeds expressievere, soms fel contrasterende kleuren.

## Werken (selectie)
- 1941 De Goede Herder, RK-begraafplaats, Bloemendaal (Noord-Holland)
- 194? Sint Jan, gevelreliëf Sint-Jansschool, Breda
- 1953 Piëta, RK-begraafplaats Zijlpoort, Leiden
- 1955 Troost, bij het Elkerliek Ziekenhuis, Helmond
- 1957 Barmhartige Samaritaan, bij het Elkerliek ziekenhuis, Helmond
- 1958 Orpheus, Casper Houbenplantsoen, Tilburg
- 1960 pyloon voor de Titus Brandsmakapel, Nijmegen
- 1965 plastiek voor de scholengemeenschap 'Leyendaal' in Tilburg
- 1955 monument voor gesneuvelde militairen, Etten-Leur
- ca. 1965, sculptuur bij politiebureau, Breda
- 1968 'Wachtmeester', politiebureau Boxtel
- 1972 gedenkteken Mgr. dr. P.C. de Brouwer, Vrijthof, Hilvarenbeek

## Galerij

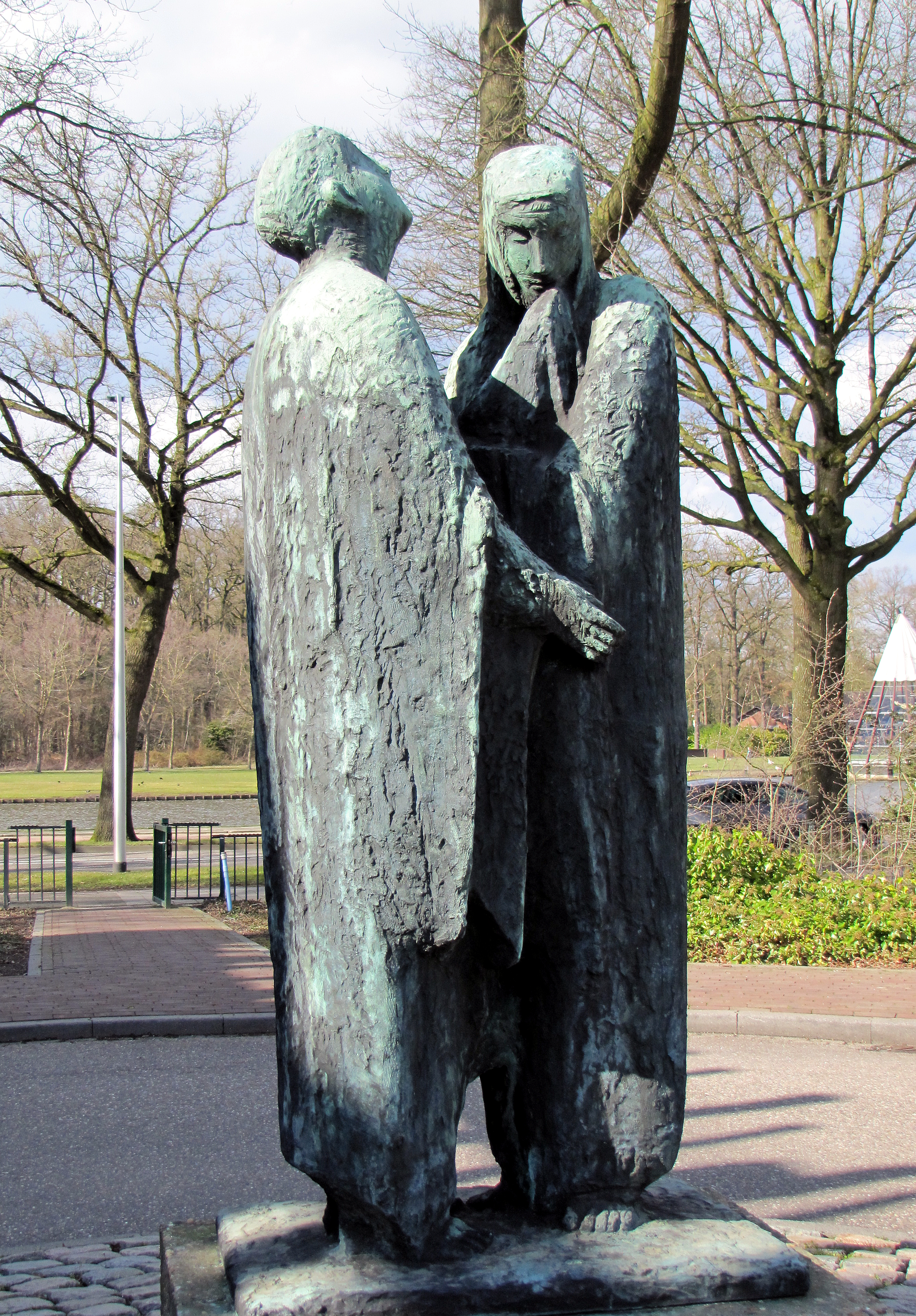
Troost (1955), Helmond
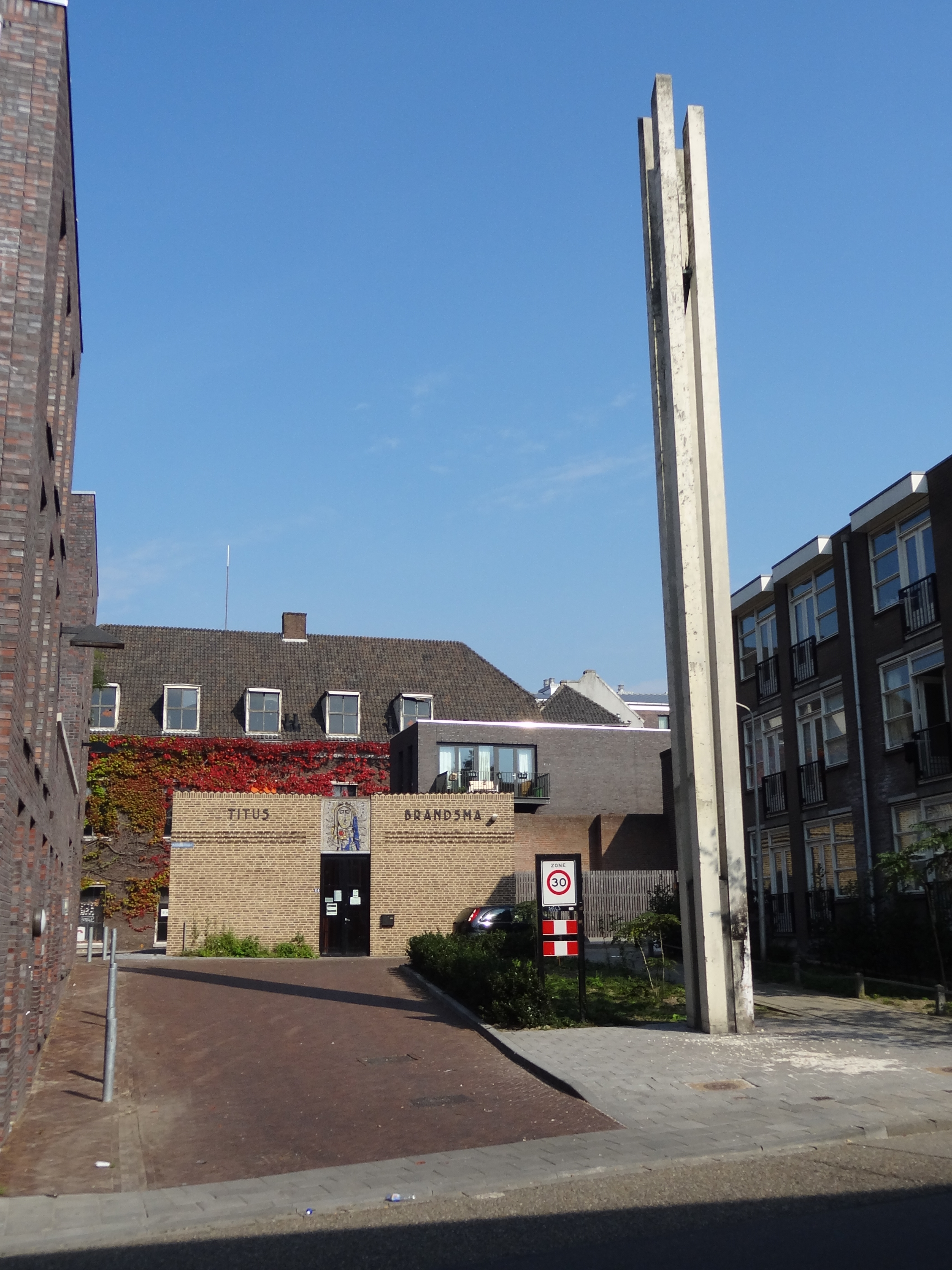
Pyloon (1960), Nijmegen
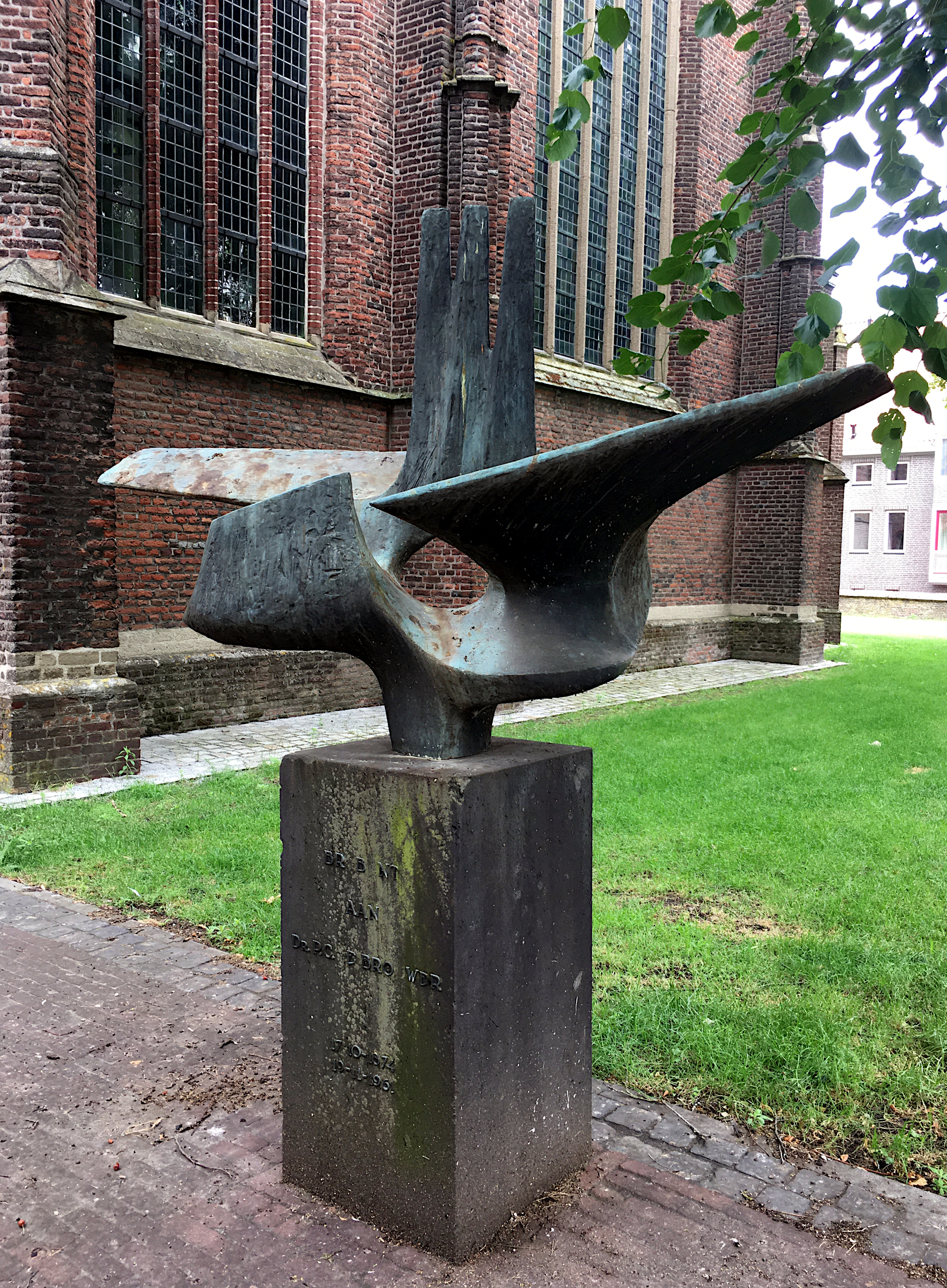
gedenkteken De Brouwer (1972), Hilvarenbeek

- RKD-Nederlands Instituut voor Kunstgeschiedenis: 80240